# Spalovač mrtvol (novela)
Spalovač mrtvol je novela z roku 1967 od spisovatele Ladislava Fukse. Kniha se řadí k druhé vlně literatury ovlivněné druhou světovou válkou a zároveň do první etapy autorovy tvorby. Kniha byla také o rok později zfilmována Jurajem Herzem pod stejným názvem.
Kniha se řadí do tzv. první etapy Fuksovy tvorby, kam patří i romány Pan Theodor Mundstock, Variace pro temnou strunu či Myši Natalie Mooshabrové, důležitá je i sbírka šesti povídek Mí černovlasí bratři, která se stejně jako Spalovač mrtvol velmi blízce dotýká témat druhé světové války a problematiky židovství. Ladislav Fuks knihu uvedl citátem od italského básníka Giovanni Papiniho: „Největší lstí ďábla je, když sám o sobě prohlašuje, že není.“ Autor staví v této knize zaměstnance krematoria a vojáka z první světové války Karla Kopfrkingla před hrůzu nacistické okupace a sleduje rozklad jeho osobnosti.

## Děj knihy
Hlavní postavou románu je Karel Kopfrkingl, spořádaný zaměstnanec pražského krematoria. Sám sebe označuje za „jemného, milého člověka, abstinenta a nekuřáka“, (a tyto skutečnosti neustále opakuje, takže v závěru knihy vidíme nacismem rozložený charakter vraždící vlastní rodinu, ale Karel nám připomene, že je to vlastně hodný člověk, abstinent). Svoji práci zřízence krematoria bere jako životní poslání, protože kremací napomáhá duším nalézt nové tělo. Tyto názory čerpá ze své oblíbené žluté knihy o Tibetu, stejně jako myšlenku, že smrt je vlastně krásná a vznešená jistota lidského života. Prohlašuje se také za romantika, což demonstruje i na své rodině – svojí manželce Marii přezdívá Lakmé a přeje si, aby ona jemu říkala Romane. Kočku adresuje jako „nebeská, čarokrásná“. S Marií, která je poloviční Židovka, má dvě děti, starší dceru Zinu a mladšího syna Milivoje. On sám má v sobě kapku německé krve.
Karel vystupuje jako ohleduplný, jemný člověk opovrhující násilím, má dobré vztahy s Židy – např. doktor Bettelheim z jejich domu. Zakládá si na různých drobnostech, oblíbený je jeho „jízdní řád smrti“ – kremační plán, rád poslouchá vážnou hudbu, často také polemizuje o smrti a Tibetu, což ovlivňuje celou jeho rodinu. Do jejich poklidného života zasáhne německá okupace a především Karlův přítel Willi Reinke, člen SdP. Reinke začne zasahovat do Karlových politických názorů, otevřeně podporuje němectví, přihlásí Karla do SdP, jejíž členové jej poté využívají ke špionáži Židů. Karel se pořád snaží jednat „správně“, přičemž začne postupně věřit myšlence Vyššího řádu, který zavede Hitler, myslí si, že spasí Evropu.
S činy roste i Karlova moc, stane se ředitelem pražského krematoria a zastáncem proněmeckých myšlenek. Když mu dojde, že pro Židy v nové společnosti nebude místo – a v žilách jeho ženy a dětí koluje židovská krev – rozhodne se „ušetřit rodinu utrpení“. Oběsí Lakmé v koupelně, Miliho zabije v krematoriu, jediná Zina unikne. Karel Kopfrkingl pak sedí doma a přemítá, jak spasí všechny a nastolí nový řád, že pro něj má strana novou práci, kde budou pece mnohem lepší, větší, abych jich mohl spasit ještě víc, nicméně hned vzápětí má „vidění“, že za ním přišel mnich až z Tibetu se zprávou, že se má stát novým dalajlámou. Následně jej odvezou bílým autem pro anděly do psychiatrické léčebny. Karlův příběh končí kratičkým epilogem; je po válce, z koncentračních táborů se vrací Židé a Karel je stále lapen v iluzi, že je všechny spasil.

## Motivy
V důsledku druhé světové války napsal Fuks perfektně propracované psychologické dílo, kde se promítá nejen jeho osobní vztah k židovské komunitě, ale i jeho psychické problémy, které dělají knihu ještě o stupeň děsivější a zajímavější. Vykresluje bezmoc a dusivou atmosféru předválečných let, přičemž na postavě Karla Kopfrkingla demonstruje nebezpečí pramenící z nacismu, ukazuje, jak snadné je z relativně neškodného člověka pomocí propagandy a chytrých frází vychovat vraždící monstrum, které je v rámci vyššího dobra schopno „spasit“ vlastní rodinu – a klidně i celý svět.
V díle je typická fuksovská grotesknost, která přechází až ve formu groteskního hororu. To, co je ve Spalovači mrtvol dovedeno až do krajnosti a připomíná tak grotesku, je reakce na šílenství války, které mnohdy překonalo hrůzy, které jsou v knize popisovány. Hranice mezi realitou a hororem je tenká. K navození hororové atmosféry slouží i další motivy, které se celou knihou prolínají. Je to Kopfrkinglovo zalíbení ve smrti, které se stále projevuje, ale i postavy, které se v knize objevují (manželský pár, dívka v černých šatech, starší žena s brýlemi).
Jazyk knihy je striktně spisovný, a to i v promluvách postav. Postavy i jazyk svou groteskností působí uměle a nepřirozeně. Připomínají tak voskové figuríny, které navozují atmosféru hororu. S tím souvisí i časté opakování variací jedné a té samé věty. Toto opakování navozuje dojem hry na jevišti s omezeným počtem herců, kteří se objevují v různých rolích na stále stejné scéně.

## Podobná díla
- Mefisto – román Klause Manna z roku 1936, ve kterém může čtenář sledovat také přerod složité osobnosti komunisty a talentovaného provinčního herce v nacistu po nástupu nacismu v Německu